# Carsten Podlesch
Carsten Podlesch (nascido em 6 de setembro de 1969 em Berlim) é um corredor ciclista de pista alemão, campeão do mundo de meio-fundo.

## Biografia
Podlesch vem de uma família muito envolvida no meio-fundo.
O seu pai, Rainer Podlesch, foi duas vez campeão do mundo aficionado e seu tio, Karsten Podlesch, foi treinador.
Podlesch torna-se stayer aos 19 anos. Durante a sua carreira, que se estende na quase quatro décadas, consegue o campeonato do mundo duas vez (nas amadoras em 1992 e nos profissionais em 1994), o Campeonato Europeu três vez e o campeonato da Alemanha treze vezes. isto tornando-o dos stayers com mais títulos da história. Com o seu tio como treinador, o par Podlesch/Podlesch consegue o Campeonato Europeu em 2000.
Em 1994, Podlesch consegue o último campeonato do mundo com o seu treinador Dieter Durst  — o UCI suprimiu esta disciplina do programa porque demasiadas poucas nações participavam — e fica assim o campeão ad vitam æternam. No ano seguinte, o Campeonato Europeu resulta open e a competição internacional a mais de reconhecida.
Podlesch toma seu retiro do meio-funde em 2008.

## Palmarés

### Campeonatos mundiais
- Hamar 1993
  -  Medalha de bronze em meio-fundo
- Palermo 1994
  -  Campeão do mundo de meio-fundo

### Campeonatos mundiais amadores
- Stuttgart 1991
  -  Medalha de bronze em meio-fundo amadores
- Valência 1992
  -  Campeão do mundo de meio-fundo amadores

### Campeonato Europeu
- 1995
  -  Medalha de prata em meio-fundo
- 1996
  -  Campeão da Europa de meio-fundo
- 1997
  -  Medalha de bronze em meio-fundo
- 2000
  -  Campeão da Europa de meio-fundo
- 2001
  -  Campeão da Europa de meio-fundo
- 2006
  -  Medalha de prata em meio-fundo

### Campeonato da Alemanha
| - 1993 - Campeão da Alemanha de meio-fundo - 1994 - Campeão da Alemanha de meio-fundo - 1995 - Campeão da Alemanha de meio-fundo - 1996 - 2.º da meio-fundo - 1998 - Campeão da Alemanha de meio-fundo - 1999 - 3.º da meio-fundo | - 2000 - Campeão da Alemanha de meio-fundo - 2001 - Campeão da Alemanha de meio-fundo - 2002 - Campeão da Alemanha de meio-fundo - 2005 - Campeão da Alemanha de meio-fundo - 2006 - Campeão da Alemanha de meio-fundo - 3.º do derny |